# Art de rue (album)
Pour les articles homonymes, voir Art de rue.
Albums de Fonky Family
Si Dieu veut... Marginale Musique
Art de rue est le 2e album de la Fonky Family. Il est sorti le 27 mars 2001 et certifié disque d'or un mois après.
La plupart des titres ont été produits par Pone, ainsi que par Le Rat Luciano. Parmi les titres les plus marquants figurent Mystère et Suspense (produit à partir d'un sample de "I Won't Hold You Back" de Toto) morceau qui évoque la réalité de la vie quotidienne et le futur incertain de chacun, Art de rue titre phare de l'album (produit à partir d'un sample de Somebody's Watching Me de Rockwell ft Michael Jackson) qui connut un grand succès, ou bien encore Dans la légende qui évoque la dureté du pouvoir.
Cet album est devenu depuis lors un classique du rap français.

## Liste des titres
| 1.    | Art de rue                                             | Pone           | 5:12 |
| 2.    | Les miens m'ont dit                                    | Pone           | 2:26 |
| 3.    | Imagine                                                | Le Rat Luciano | 4:11 |
| 4.    | Mystère et Suspense                                    | Pone           | 5:31 |
| 5.    | Nique tout                                             | Le Rat Luciano | 5:03 |
| 6.    | Petit bordel                                           | Pone           | 2:44 |
| 7.    | Entre deux feux                                        | Pone           | 3:53 |
| 8.    | Djel & Pone                                            | Pone, Djel     | 1:51 |
| 9.    | Filles, flics, descentes                               | Le Rat Luciano | 4:00 |
| 10.   | Tonight                                                | Pone           | 4:32 |
| 11.   | Histoire sans fin                                      | Le Rat Luciano | 4:53 |
| 12.   | On s'adapte                                            | Pone           | 3:26 |
| 13.   | Haute Tension                                          | Pone           | 4:44 |
| 14.   | Dans la légende                                        | Le Rat Luciano | 4:07 |
| 15.   | On respecte ça                                         | Pone           | 4:12 |
| 16.   | Check I,I,I                                            | Pone           | 2:20 |
| 17.   | Esprit de clan (featuring 3e Œil, Costello & Le Venin) | Djel           | 6:30 |
| 69:35 |                                                        |                |      |

## Samples
- Mystères Et Suspense contient un sample de I Won’t Hold You Back de Toto
- Art de rue contient un sample de Somebody's Watching Me de Rockwell feat. Michael Jackson
- Tonight contient un sample de Don’t Push Your Foot on the Heartbrake de Kate Bush
- Nique tout contient un sample de Don’t Let Go de France Joli
- Dans La Légende contient un sample de Tightrope d'Electric Light Orchestra
- Haute Tension contient un sample de Conquest composé par Bill Conti, sur la B.O. de Rocky 3 : L'Œil du tigre
- Esprit De Clan contient un sample de Peace in Our Life de Frank Stallone, sur la B.O. de Rambo 2 : La Mission
- Entre deux feux contient un sample de Heartbeat City du groupe américain The Cars

## Clips
- 2001 : Mystère et Suspense (Clip Réalisé Par Mabrouk El'Mechri)
- 2001 : Art de rue (Clip Réalisé Par Florent Schmidt)

## Classements
| Pays              | Meilleure position | Semaines classées |
| ----------------- | ------------------ | ----------------- |
| France            | 2                  | 51                |
| Belgique Wallonie | 2                  | 32                |
| Suisse            | 26                 | 12                |